# Sergipe
Ne doit pas être confondu avec Serigipe.
Le Sergipe (prononcé en portugais : [sɛʁˈʒipi]) est l'un des 26 États du Brésil. Il se situe dans le nord-est du pays, le Nordeste, sur le littoral atlantique. Avec moins de 22 000 km2, il est le plus petit État du Brésil. En 2019, l'État, qui compte 1,1 % de la population brésilienne, est responsable de 0,6 % du PIB du pays,,,.
Sa capitale et principale ville est Aracaju. Il est limitrophe des États de l'Alagoas, au nord, et de Bahia, au sud et à l'ouest.

## Histoire
En 1575, les jésuites tentent une première colonisation des terres de l'État actuel du Sergipe. En 1590, les indigènes de la région sont définitivement pacifiés par Christophe de Barros, fondateur de São Cristóvão.
De 1637 à 1645, le Sergipe passe sous la domination de la Compagnie néerlandaise des Indes occidentales et est intégré à la colonie de Nouvelle-Hollande, ce qui correspond à une période de relative stagnation de son économie. Une fois ces terres récupérées, les Portugais y développent la culture de la canne à sucre et l'élevage bovin.
En 1820, le Sergipe devient une capitainerie autonome, par démembrement de la capitainerie de la Baie de Tous les Saints. La culture du coton se développe considérablement dans l'économie locale à cette période.
En 1855, la capitale est transférée de São Cristóvão à Aracaju.

### Universités
- Université fédérale du Sergipe (UFS)

### Gouverneurs
| Période | Période  | Identité                 | Étiquette | Qualité          |
| ------- | -------- | ------------------------ | --------- | ---------------- |
| 1983    | 1987     | João Alves Filho         | PFL       |                  |
| 1987    | 1990     | Antônio Carlos Valadares | PFL       |                  |
| 1991    | 1994     | João Alves Filho         | PFL       |                  |
| 1995    | 2002     | Albano Franco            | PSDB      |                  |
| 2003    | 2006     | João Alves Filho         | PFL       |                  |
| 2007    | 2013     | Marcelo Déda             | PT        | Mort en fonction |
| 2013    | 2018     | Jackson Barreto de Lima  | PMDB      |                  |
| 2018    | 2022     | Belivaldo Chagas Silva   | PSD       |                  |
| 2023    | en cours | Fábio Mitidieri          | PSD       |                  |